# Dolistowo Stare
Dolistowo Stare est un village polonais de la gmina de Jaświły dans le powiat de Mońki et dans la voïvodie de Podlachie. Il se situe à environ 19 kilomètres au nord-est de Mońki et à 51 kilomètres au nord de Białystok. 
Le village compte approximativement 40 habitants.